# Jason Stoltenberg

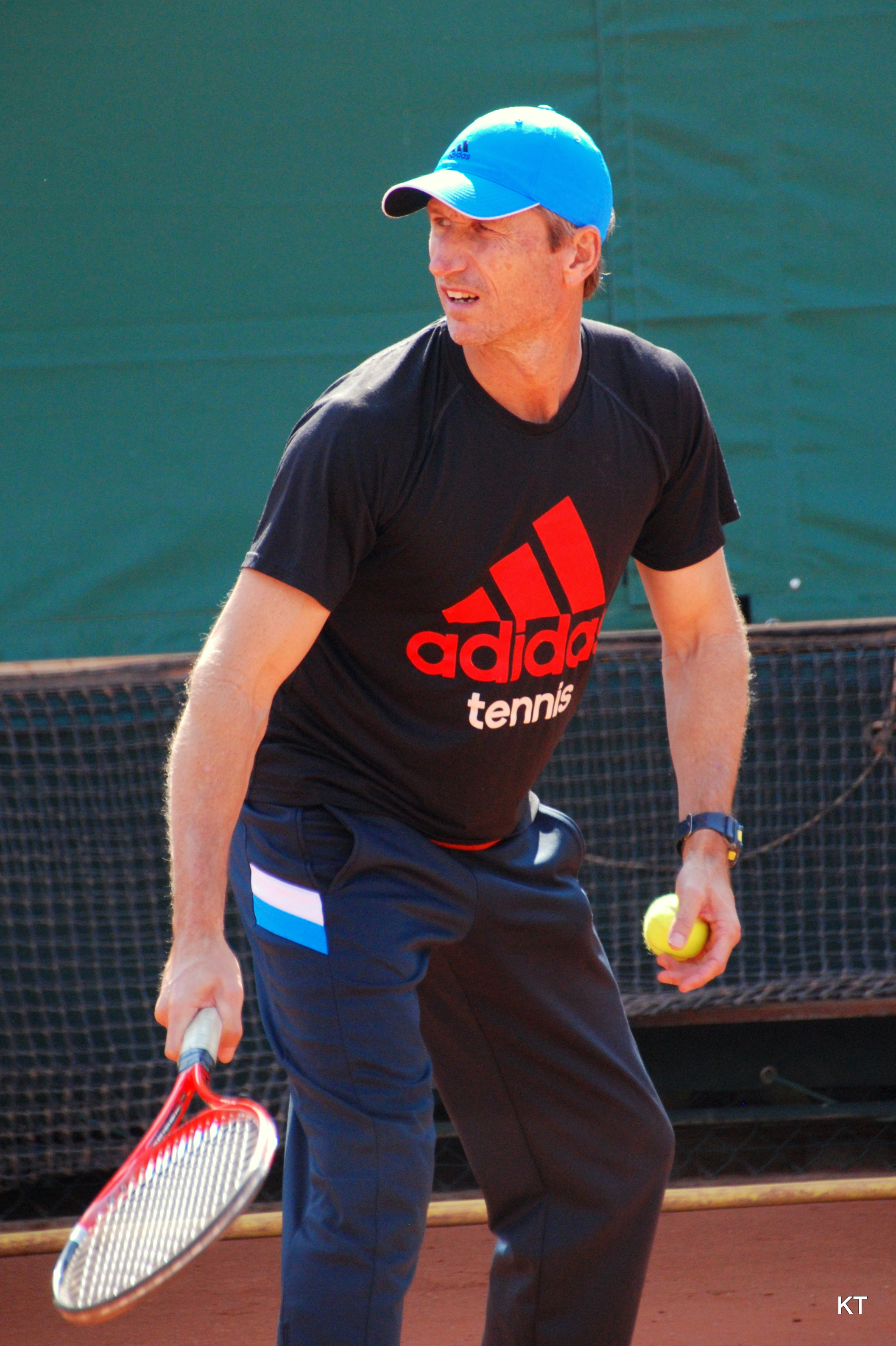
Stoltenberg comenzó a jugar al tenis a la edad de 10 años en una cancha de hormigas.

Jason Stoltenberg (n. 4 de abril de 1970 en Narrabri, Australia) es un exjugador de tenis australiano. En 1987 fue el N.º 1 del mundo en juniors y al año siguiente se convirtió en profesional. Su mejor actuación en un torneo de Grand Slam fue la semifinal alcanzada en Wimbledon en 1996. Fue miembro del equipo australiano de Copa Davis finalista en 1993. Alcanzó su mejor ranking en 1994 cuando fue Nº19 del mundo. Luego de su retiro en 2001, ha servido como entrenador del australiano Lleyton Hewitt.

## Títulos (4; 4+5)

### Individuales (1)
| Leyenda                |
| Grand Slam (0)         |
| Tennis Masters Cup (0) |
| ATP Masters Series (0) |
| ATP Tour (4)           |

| N.º | Fecha               | Torneo        | Superficie    | Oponente en la final | Resultado      |
| --- | ------------------- | ------------- | ------------- | -------------------- | -------------- |
| 1.  | 20 de junio de 1993 | Mánchester    | Césped        | Wally Masur          | 6-1 6-3        |
| 2.  | 18 de abril de 1994 | Birmingham    | Tierra batida | Gabriel Markus       | 6-3 6-4        |
| 3.  | 20 de mayo de 1996  | Coral Springs | Tierra batida | Chris Woodruff       | 7-6(4) 2-6 7-5 |
| 4.  | 12 de mayo de 1997  | Coral Springs | Tierra batida | Jonas Björkman       | 6-0 2-6 7-5    |

### Finalista en individuales (9)
- 1989: Livingston (pierde ante Brad Gilbert)
- 1994: Washington (pierde ante Stefan Edberg)
- 1994: Masters de Montreal (pierde ante Andre Agassi)
- 1997: Atlanta (pierde ante Marcelo Filippini)
- 1998: Adelaida (pierde ante Lleyton Hewitt)
- 1998: Scottsdale (pierde ante Andre Agassi)
- 1998: Atlanta (pierde ante Pete Sampras)
- 2000: Sídney (pierde ante Lleyton Hewitt)
- 2001: Atlanta (pierde ante Andrew Ilie)

### Dobles (5)
| Leyenda                |
| Grand Slam (0)         |
| Tennis Masters Cup (0) |
| ATP Masters Series (0) |
| ATP Tour (5)           |

| N.º | Fecha | Torneo        | Superficie | Pareja          | Oponentes en la final        | Resultado   |
| --- | ----- | ------------- | ---------- | --------------- | ---------------------------- | ----------- |
| 1.  | 1990  | Singapur      | Dura       | Mark Kratzmann  | Brad Drewett Todd Woodbridge | 6-1 6-0     |
| 2.  | 1990  | Mánchester    | Césped     | Mark Kratzmann  | Nick Brown Kelly Jones       | 6-1 6-0     |
| 3.  | 1990  | Brisbane      | Dura       | Todd Woodbridge | Brian Garrow Mark Woodforde  | 2-6 6-4 6-4 |
| 4.  | 1991  | San Francisco | Moqueta    | Wally Masur     | Ronnie Bathman Rikard Bergh  | 4-6 7-6 6-4 |
| 4.  | 1993  | Sídney        | Dura       | Sandon Stolle   | Luke Jensen Murphy Jensen    | 6-3 6-4     |